# Острво с благом
Острво с благом (енгл. Treasure Island) је авантуристичко-историјски роман шкотског писца Роберта Луиса Стивенсона. Објављен је као књига 1883. године, и приповеда причу о „пиратима и закопаном благу” смештену у 18. век. Сматра се образовним романом и познат је по својој атмосфери, ликовима и акцији.
Роман је првобитно објављиван у наставцима од 1881. до 1882. у дечјем часопису Young Folks, под насловом Острво с благом, или Побуна на Хиспаниоли (енгл. Treasure Island or the Mutiny of the Hispaniola), потписан псеудонимом „Капетан Џорџ Норт”. Први пут је као књига објављен 14. новембра 1883. године у издању издавачке куће Cassell & Co. Од тада је постао један од најчешће драматизованих и адаптираних романа. Роман је на српском језику објављен 1923. у преводу Михаила Ђорђевића и издању С. Б. Цвијановића у Београду.
Од свог објављивања, роман Острво с благом је значајно утицао на приказе пирата у популарној култури, укључујући елементе попут напуштених тропских острва, мапа са благом означеним словом „X”, као и морнара са једном ногом и папагајем на рамену.

## Радња
Средином 18. века, један стари морнар који се представља само као „Капетан” одседа у сеоској гостионици „Адмирал Бенбоу” у близини Бристола. Он каже гостионичаревом сину, Џиму Хокинсу, да припази на „морнара са једном ногом”.
Једног дана у гостионицу долази Црни Пас, пират без неколико прстију, који препознаје капетана као свог бившег бродског друга, Билија Боунса, и сукобљава се с њим. Њих двојица се упуштају у борбу сабљама; Црни Пас побегне, а Боунс доживи мождани удар. Те вечери умире и Џимов отац. Неколико дана касније, слепи просјак по имену Пју посећује гостионицу и уручује Боунсу црну тачку – позив на обрачун. Убрзо затим, Боунс добија још један мождани удар и умире.
Пју и његови саучесници нападају гостионицу, али их царински службеници на коњима растерују; Пју је прегажен коњем и умире. Џим и његова мајка успевају да побегну, поневши са собом пакет из капетанове шкриње, у којем се налази мапа острва на којем је капетан Флинт, чувени пират, сакрио своје благо. Џим показује мапу сеоском лекару доктору Ливзију и властелину Трелонију, који одлучују да организују експедицију на острво, при чему Џим добија позицију малог од палубе.
Они полазе из Бристола на шкуни под именом Хиспаниола, коју је унајмио Трелони, под командом капетана Александра Смолета. Џим се спријатељава са једноногим бродским куваром, Дугим Џоном Силвером. Посада доживи трагедију када се први официр г. Ароу, алкохоличар, током олује сурва у море. Скривајући се у бачви за јабуке, Џим прислушкује разговор посаде и сазнаје да је већина морнара заправо бивша посада капетана Флинта, са Силвером као вођом. Планирају побуну након што благо буде пронађено, као и убиство капетана и њему верних чланова посаде. Џим у тајности обавештава капетана Смолета, Трелонија и Ливзија.
По доласку на острво и искрцавању, Џим беже у џунглу након што сведочи како Силвер убија једног морнара због противљења. Тамо упознаје Бена Гана, пирата који је некада био члан Флинтове посаде и који је три године раније остављен на острву. Побуњеници преузимају контролу над бродом, док се Џим и посада верна Смолету склањају у напуштени утврђени логор. Након краткотрајног примирја, побуњеници нападају логор, при чему обе стране трпе губитке. Џим одлази до Хиспаниоле, пресеца сидро и пушта брод низ осеку. Укрцава се на брод и сусреће се са пиратом Израелом Хендсом, који је рањен у пијаној тучи. Хендс помаже Џиму да насука брод у северној ували, али покушава да га убије ножем. Џим га убија са два пиштоља.
Џим се враћа у логор, али затиче само Силвера и преостале пирате. Силвер му објашњава да су, кад су схватили да је брод нестао, обе стране пристале на примирје – пирати су добили мапу, а Смолетови људи су отишли. Ујутру долази доктор Ливзи да лечи рањене пирате и каже Силверу да се припреми на невоље када стигне до места где је закопано благо. После свађе око вођства, Силвер и пирати крећу са Џимом као таоцем. Налазе скелет са испруженим рукама према благу, што их уплаши. Бен Ган из шуме имитира последње речи капетана Флинта, убеђујући сујеверне пирате да их прогони његов дух. Када коначно стигну до места са благом, откривају да је ризница празна.
Пирати покушавају да убију Силвера и Џима, али их растерује докторова група, укључујући и Гана. Ливзи открива да је Бен Ган одавно пронашао благо и сакрио га у своју пећину. Чланови посаде утоварају благо на Хиспаниолу и напуштају острво, поневши Силвера као јединог заробљеника. У првој луци, негде у Шпанској Америци, Силвер краде врећу са новцем и бежи. Преостала посада се враћа у Бристол и дели благо. Један део блага никада није пронађен, али Џим одбија да се икада више врати на то „проклето” острво.

## Ликови

### Главни
- Џим Хокинс − Приповедач већег дела романа. Џим је син гостионичара на северној обали Девона и чини се да је у средњим тинејџерским годинама. Жељан је да отплови на море и тражи благо. Током приче стално показује храброст и јунаштво, али је понекад и импулсиван и нестрпљив. Како путовање одмиче, испољава све већу осетљивост и мудрост.
- Дуги Џон Силвер − Једноноги кувар на броду Хиспаниола. Силвер је у тајности вођа пирата. Лукав је, злобан и похлепан, али истовремено и харизматичан, а његова физичка и ментална снага су задивљујуће. Понаша се љубазно према Џиму и делује као да му је заиста драг. Лик Силвера је делимично заснован на Стивенсоновом пријатељу и ментору, Вилијаму Ернесту Хенлију.
- Др Дејвид Ливзи − Лекар и магистрат; приповеда неколико поглавља романа. Показује здрав разум и рационалност, и поштен је у поступању – лечи рањене пирате исто као и своје саборце. Међутим, не устручава се да отворено изрази своје мишљење и антипатије према пиратима. Неколико година пре догађаја у роману, учествовао је у бици код Фонтноа, током које је рањен.
- Капетан Александар Смолет − Капетан брода Хиспаниола. Проницљив је и с разлогом сумњичав према посади коју је унајмио Трелони. Смолет је прави професионалац – свој посао схвата озбиљно и показује вештину као преговарач. Верује у дисциплину и правила, и не воли Џимову непослушност, али касније у роману признаје да он и Џим не би требало поново да плове заједно, јер је Џим у превеликој мери „природни срећник” за њега.
- Властелин Џон Трелони − Богати земљопоседник који организује путовање до острва. Претерано је поверљив и наиван, па га Силвер превари да за посаду брода уместо поштeних морнара унајми пирате.
- Били Боунс − Стари морнар који борави у гостионици „Адмирал Бенбоу”. Некада је био први официр капетана Флинта. Понаша се грубо и непристојно, а упорно упозорава Џима да припази на човека са једном ногом. У његовом поседу налази се мапа са благом, која покреће читаву радњу романа.
- Бен Ган − Бивши члан посаде капетана Флинта који је пронађен на Острву с благом, након што га је посада једног брода напустила три године раније јер нису могли да пронађу Флинтово благо. Описан је као делимично „луд”, а има и неутаживу жељу за сиром. Помаже Силверу да побегне, а у Енглеској добија 1.000 фунти, које потроши или изгуби за 20 дана. Након тога постаје ловочувар и почиње да пева у црквеном хору.
- Црни Пас − Бивши члан Флинтове посаде, а касније један од Пјуових сабораца који посећују гостионицу „Адмирал Бенбоу” како би се суочили са Билијем Боунсом. Џим га касније угледа у Силверовој крчми, али он нестаје и Силвер шаље двојицу својих људи да га „ухвате”, како би одржао привид да нема никакве везе с њим. Недостају му два прста на левој руци, и већ приликом првог појављивања у гостионици наслућује се да га је можда управо Били Боунс ранио.